# Cora Zicai
Cora Zicai, född den 29 november 2004, är en tysk fotbollsspelare.

## Karriär
Cora Zicai inledde sin seniorkarriär i SC Freiburg år 2021. Hon har även representerat det tyska damlandslaget där hon debuterade år 2024.